# Zygmunt Blumski
Zygmunt Izydor Blumski, ps. „Strychański” (ur. 4 kwietnia 1895 w Złoczowie, zm. prawd. 1945 w ZSRR) – podpułkownik piechoty Wojska Polskiego i Armii Krajowej, kawaler Orderu Virtuti Militari.

## Życiorys
Urodził się 4 kwietnia 1895 jako syn Tadeusza (ur. 1865, urzędnik na stanowisku zarządcy w C. K. Urzędzie Skarbowym w Złoczowie do 1914) i Stanisławy z domu Rafałowskiej. Był bratem Bronisława (ur. 1896, także legionista i oficer Wojska Polskiego). Do 1914 uczył się w C. K. Gimnazjum w Złoczowie (do 1913 bracia Blumscy uczyli się razem w VII klasie). Przed 1914 należał do organizacji „Zarzewie” oraz do Polowej Drużynie Sokolej w Złoczowie. 
Po wybuchu I wojny światowej wstąpił do Legionu Wschodniego, po rozwiązaniu którego był wcielony do c. k. armii, służąc w 20 pułku piechoty i w 80 pułku piechoty. Mianowany chorążym, a w lutym 1918 podporucznikiem. 
Po odzyskaniu przez Polskę niepodległości w listopadzie 1918 został przyjęty do Wojska Polskiego. W grudniu 1918 został dowódcą oddziału ciężkich karabinów maszynowych w pociągu pancernym „Śmiały”, w składzie którego walczył w bitwie o Lwów i Małopolsce Wschodniej, a później uczestniczył w walkach z bolszewikami. W tym czasie, 19 kwietnia 1920 został awansowany na stopień porucznika piechoty. Po wojnie, od 1921 służył w 1 pułku strzelców podhalańskich w Nowym Sączu, a od 1922 w 3 pułku strzelców podhalańskich w Bielsku. Zweryfikowany w stopniu porucznika piechoty ze starszeństwem z dniem 1 czerwca 1919, a następnie został awansowany na kapitana piechoty ze starszeństwem z dniem 15 sierpnia 1924. Od końca 1927 służył w 83 pułku piechoty w Kobryniu, a od listopada 1928 w 52 pułku piechoty w rodzinnym Złoczowie, będąc tam dowódcą kompanii, a później dowódcy batalionu. Został awansowany na stopień majora piechoty ze starszeństwem z dniem 1 stycznia 1932. Od grudnia 1937 pełnił służbę w 86 pułku piechoty w Mołodecznie. Na stopień podpułkownika został mianowany ze starszeństwem z 19 marca 1939 i 64. lokatą w korpusie oficerów piechoty. W tym czasie był II zastępcą dowódcy 86 pp (kwatermistrzem).
Po wybuchu II wojny światowej w czasie kampanii wrześniowej pełnił stanowisko dowódcy stacjonującego w Lidzie Ośrodka Zapasowego 19 Dywizji Piechoty. Po agresji ZSRR na Polskę z 17 września 1939 dowodził jednostką, która przeszła z Oran do Grodna i broniła tego miasta przed sowietami, a następnie uczestniczyła w działaniach nad granicą litewską.
Po nastaniu okupacji podjął działalność konspiracyjną  w Związku Walki Zbrojnej, później w Armii Krajowej, będąc oficerem Okręgu Wilno, funkcjonując pod pseudonimem „Strychański”. W planowanym do sformowania w Okręgu Wilno AK Wileńskim Korpusie Armii Krajowej miał objąć dowództwo nad 86 pułkiem piechoty Armii Krajowej, przewidzianym tworzyć brygady partyzanckie z rejonu oszmiańskiego i brasławskiego. Od kwietnia 1944 był szefem Oddziału III w Dowództwie (Sztabie) Oddziałów Partyzanckich Okręgu Wileńskiego. 26 czerwca wraz z mjr. dypl. Teodorem Cetysem ps. „Sław” przedstawił do zatwierdzenia dowódcy Okręgu „Wilno” ppłk. Aleksandrowi Krzyżanowskiemu ps. „Wilk” plan akcji na Wilno, tzw. operacji Ostra Brama w ramach akcji „Burza” na obszarze okręgów Wilno i Nowogródek. Po wkroczeniu Armii Czerwonej i aresztowaniu przez sowietów w lipcu 1944 dowódcy Okręgu Wilno AK ppłk. Krzyżanowskiego ps. „Wilk” oraz dowódcy Okręgu Nowogródek AK ppłk. Adama Szydłowskiego ps. „Poleszuk”, ppłk Zygmunt Blumski przejął dowództwo połączonych okręgów i nakazał przemarsz do Puszczy Rudnickiej. Później był szefem Oddziału III Operacyjnego w sztabie Okręgu Wilno. 26 września 1944 został aresztowany przez NKWD. Był osadzony w więzieniu w Wilnie, po czym został skazany i wywieziony w głąb ZSRR do łagrów. Tam zmarł prawdopodobnie w 1945.

## Ordery i odznaczenia
- Krzyż Srebrny Orderu Wojskowego Virtuti Militari
- Krzyż Walecznych dwukrotnie
- Złoty Krzyż Zasługi
- Medal Niepodległości – 24 października 1931 „za pracę w dziele odzyskania niepodległości”[16]
- Medal Pamiątkowy za Wojnę 1918–1921
- Medal Dziesięciolecia Odzyskanej Niepodległości